# Теректы (Западно-Казахстанская область)
Теректы́ (каз. Теректі, до 2022 г. — Фёдоровка) — село в Казахстане. Административный центр Теректинского района Западно-Казахстанской области, также административный центр Теректинского сельского округа. Код КАТО — 276230100.

## Население
В 1999 году население села составляло 4956 человек (2510 мужчин и 2446 женщин). По данным переписи 2009 года, в селе проживало 4597 человек (2217 мужчин и 2380 женщин).
На начало 2019 года, население села составило 4356 человек (2149 мужчин и 2207 женщин).